# Dominancia (topográfia)
A dominancia hegycsúcsoknál azt mutatja, hogy az adott hegycsúcs magasságával megegyező vagy azt meghaladó hegycsúcs megtalálásához mekkora sugarú körben nincs hasonlóan magas hegy.
A Mount Everest, a Föld legmagasabb pontja meghatározatlan elszigeteltséggel rendelkezik, mivel nincsenek magasabb pontok, amelyekre hivatkozni lehetne.

## Fordítás
Ez a szócikk részben vagy egészben  a   Topographic isolation című angol Wikipédia-szócikk ezen változatának fordításán alapul.  Az eredeti cikk szerkesztőit annak laptörténete sorolja fel. Ez a jelzés csupán a megfogalmazás eredetét és a szerzői jogokat jelzi, nem szolgál a cikkben szereplő információk forrásmegjelöléseként.